# 斯派塞城 (加利福尼亞州)

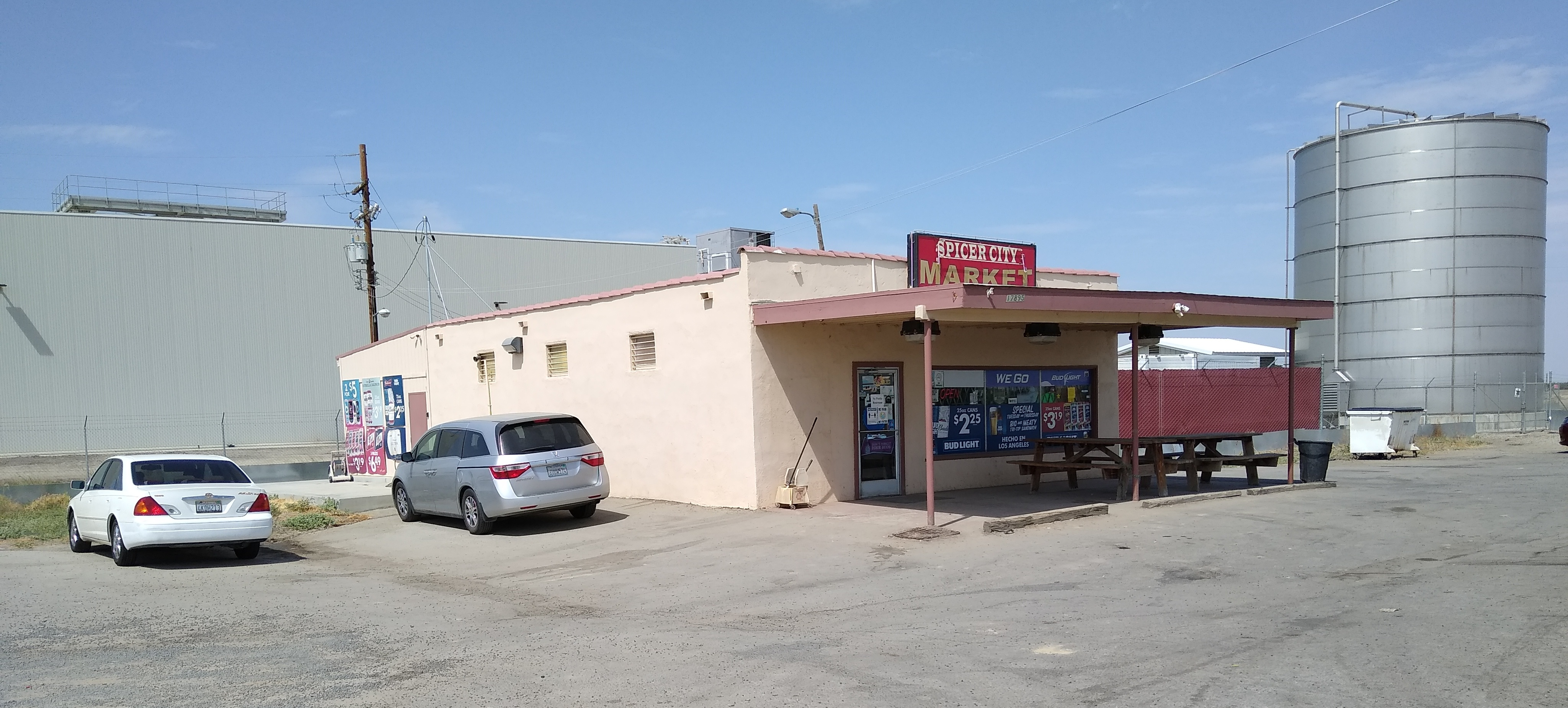
斯皮瑟城超市

斯皮瑟城（英語：Spicer City）是位於美國加利福尼亞州克恩縣的一個非建制地區。該地的面積和人口皆未知。

## 地理
斯皮瑟城的座標為35°30′04″N 119°36′16″W / 35.50111°N 119.60444°W，而該地的平均海拔高度為75米（即246英尺）。